# Theo Middelkamp
Theofiel ('Fiel') Middelkamp (Nieuw Namen, 23 februari 1914 – Kieldrecht, 2 mei 2005) was een Nederlands wielrenner.

## Biografie
Middelkamp werd geboren als tweede zoon in een gezin van negen kinderen. Hij wilde eigenlijk voetballer worden, maar zag al vroeg in dat hij als wielrenner veel geld kon verdienen.
Middelkamp was de eerste Nederlander die een etappe in de Tour de France won. Hij had nog nooit bergen gezien en ook nog nooit een bergetappe gereden, en hij reed op een gewone racefiets zonder versnellingen. Op 14 juli 1936, op quatorze juillet, won hij in zijn eerste Tour de zware alpenrit van Aix-les-Bains naar Grenoble met onder meer de Col du Galibier. Hij sloot de tour af als 23e in het algemeen klassement. In 1937 moest hij opgeven wegens een valpartij waarbij hij een vinger brak. In 1938 won hij de zevende etappe, van Bayonne naar Pau. Hij verdiende in die Tour vijfduizend francs. Dat was veel minder dan hij in wielerkoersen in Vlaanderen kon verdienen, en dus besloot hij daarna niet meer in de Tour te rijden maar zich te specialiseren in kermiskoersen. "Ik kan van roem en eer niet leven" was een bekende uitspraak van Middelkamp.
Zijn wielercarrière werd onderbroken door de Tweede Wereldoorlog. Het NK wielrennen, met een ronde over de Cauberg te Valkenburg wist hij wel op zijn naam te zetten. Tijdens de oorlog verdiende Middelkamp zijn geld als smokkelaar. Hij werd echter betrapt en zat maanden vast. Na de oorlog ging hij weer fulltime wielrennen.
In 1946 hield materiaalpech hem af van een zege in de strijd om de wereldtitel. In 1947 werd Middelkamp in Reims echter alsnog wereldkampioen, wederom als eerste Nederlander.
In 1951 stopte hij met wielrennen. Hij kocht toen een café in Kieldrecht. Voor de Belgen was hij een Nederlander, en voor de Nederlanders was hij een Belg. Omdat de Nederlandse regering hem geen AOW wilde geven, raakte hij verbitterd. Ook voor journalisten sloot hij zich lange tijd af. Het NPS-televisieprogramma Maandag Prinsjesdag van Joost Prinsen liet hem in 2003 vertellen over zijn overwinning op de Col du Galibier.

## Persoonlijk
Middelkamp was twee keer getrouwd. Uit zijn eerste huwelijk had hij twee zoons, met wie hij geen contact meer wilde hebben. Zijn eerste vrouw overleed in 1961 en hij verloor ook een dochter. Uit zijn tweede huwelijk had hij een zoon.
Zijn ambitie om als eerste wielrenner 100 jaar te worden ging niet in vervulling; hij overleed op 91-jarige leeftijd.

## Overwinningen
1936
- GP Stad Vilvoorde
- 7e etappe Ronde van Frankrijk

1938
- Nederlands kampioen op de weg, Elite
- 7e etappe Ronde van Frankrijk

1939
- GP van Noord-Vlaanderen

1943
- Nederlands kampioen op de weg, Elite

1945
- Nederlands kampioen op de weg, Elite
- Nationale Sluitingsprijs

1946
- GP Stad Sint-Niklaas

1947
- Wereldkampioen op de weg, Elite
- Omloop der Zuidwest-Vlaamse Bergen

1948
- Omloop van Oost-Vlaanderen
- GP Stad Vilvoorde

## Overwinningen kermiskoersen
1934
- Roosendaal

1935
- Melsele
- Rotterdam-Feijenoord
- Deurne

1936
- GP Dr. Eugeen Roggeman
- Hoensbroek

1937
- Moerbeke
- Namur
- Lokeren
- Rotterdam-Feijenoord
- Oosterhout

1938
- Grote 1 mei-prijs
- Kieldrecht
- Haasdonk

1939
- Amsterdam-Boschbaan
- Kieldrecht
- Antwerpen-Kiel
- Sint-Lievens-Houtem

1943
- Haarlem
- Lebbeke

1944
- GP Dr. Eugeen Roggeman
- Baasrode

1945
- Bassevelde
- Dendermonde
- Lebbeke (b)
- Lebbeke (c)
- GP Dr. Eugeen Roggeman - Stekene
- Temse
- Aalst
- Namur
- Middelkerke
- Wieze
- Gent
- Ruiselede
- Merksem
- Eke
- Kalken
- Adegem
- Overmere
- Kieldrecht
- Herentals
- Bornem
- Rumst
- Kieldrecht (b)

1946
- Gouda
- Temse
- Vrasene
- Sint-Niklaas (c)
- Gilze-Rijen
- Sint-Niklaas (b)
- Scheveningen
- Kontich
- Herve

1947
- Ninove
- Temse
- Steenbergen

1948
- Gent
- Steenbergen

1949
- Antwerpen
- Beveren-Waas
- Kruiningen
- Gent
- Steendorp
- Waremme
- Namur
- Boom

1950
- Hulst, Dernycriterium
- Hulst
- Oud Gastel

## Prestaties
- Middelkamp deed in 1936, 1937 en 1938 mee aan de Tour de France en won in 1936 en 1938 beide keren een etappe. In het eindklassement werd hij in 1936 en 1938 respectievelijk 23e en 43e.
- In 1947 werd hij de eerste Nederlandse wereldkampioen op de weg. In 1936 werd hij derde en in 1950 tweede.
- Middelkamp werd in totaal vier keer Nederlands kampioen: in 1934, 1938, 1943 en 1945.

## Resultaten in voornaamste wedstrijden
| Jaar | Ronde van Italië | Ronde van Frankrijk | Ronde van Spanje |
| ---- | ---------------- | ------------------- | ---------------- |
| 1936 |                  | 23e (1)             |                  |
| 1937 |                  | opgave              |                  |
| 1938 |                  | 43e (1)             |                  |
| 1947 |                  |                     |                  |
| 1948 |                  |                     |                  |
| 1950 |                  |                     |                  |

| Jaar | Ronde van Vlaanderen |  | WK op de weg |
| ---- | -------------------- |  | ------------ |
| 1935 |                      |  | opgave       |
| 1936 | opgave               |  | ↑            |
| 1937 |                      |  |              |
| 1938 |                      |  | opgave       |
| 1946 |                      |  | opgave       |
| 1947 |                      |  | ↑            |
| 1948 |                      |  | opgave       |
| 1950 |                      |  | ↑            |

## Vernoeming
In Zeeland is er een 145 km lange bewegwijzerde fietsroute naar Theo Middelkamp vernoemd, de Theo Middelkamproute.
- International Standard Name Identifier: 0000 0004 4885 2827
- Nederlandse Thesaurus van Auteursnamen: 327710276
- Virtual International Authority File: 283065624